# Julian Priester
Julian Priester (født 29. juni 1935 i Chicago) er en amerikansk jazzbasunist og komponist. 
Priester har spillet med Sun Ra, Max Roach, Herbie Hancock, Duke Ellington, John Coltrane, Freddie Hubbard, Art Blakey, Blue Mitchell, Joe Henderson, McCoy Tyner, Dave Holland, Sam Rivers, Johnny Griffin, Andrew Hill, Donald Byrd, Duke Pearson etc.
Han spiller fra hardbop til avantgarde og fusions jazzstil, og har ledet egne grupper og indspillet omkring seks plader i eget navn.